# Merseburger Zaubersprüche

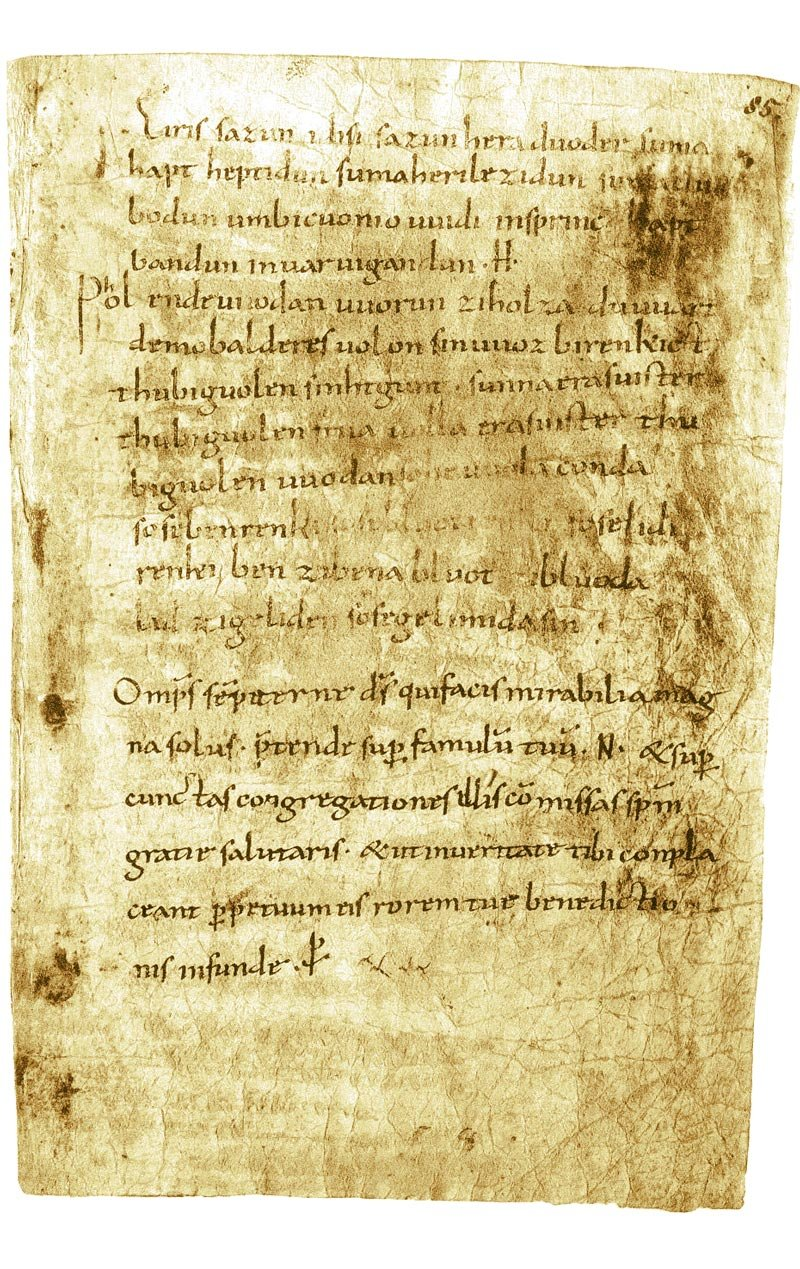
Merseburg, Domstiftsbibliothek, Cod. 136, fol. 85^{r} mit den Merseburger Zaubersprüchen im oberen Teil (Zeilen 1–12). Digital kolorierter Scan eines Photodrucks aus dem 19. Jahrhundert (Verlag v. F. Enneccerus, Frankfurt am Main 1897), der nicht den heutigen Zustand des Originals wiedergibt.

Als Merseburger Zaubersprüche (MZ) werden zwei althochdeutsche Sprüche zur Befreiung Gefangener und gegen Fußverrenkung bezeichnet, die nach dem Ort ihrer Auffindung in der Bibliothek des Domkapitels zu Merseburg benannt sind. Dort wurden sie 1841 von dem Historiker Georg Waitz in einer theologischen Handschrift des 9./10. Jahrhunderts entdeckt und 1842 von Jacob Grimm erstmals herausgegeben und kommentiert. Die zwei Zauberformeln gehören neben dem Hildebrandslied zu den wenigen auf Althochdeutsch überlieferten Texten mit Bezug auf Themen und Figuren der vorchristlichen germanischen Mythologie.
Der Erste Merseburger Zauberspruch gilt gemeinhin als ein Lösezauber von Fesseln eines Gefangenen (Kriegers), der Zweite Merseburger Zauberspruch als Heilungszauber (vgl. Segen) eines verletzten beziehungsweise verrenkten Pferdefußes.
Im Jahr 2021 wurde von den Vereinigten Domstiftern zu Merseburg und Naumburg und des Kollegiatstifts Zeitz zusammen mit dem Germanisten Wolfgang Beck ein Antrag ausgearbeitet, die Merseburger Zaubersprüche ins UNESCO-Weltdokumentenerbe eintragen zu lassen. Der von der Staatskanzlei und dem Ministerium für Kultur geförderte Antrag wurde von der Deutschen UNESCO-Kommission befürwortet und dem Internationalen Welterbekomitee befürwortet. Nach Entscheidung des Komitees könnte die Aufnahme voraussichtlich 2027 oder 2028 erfolgen.

## Herkunft und Form
Die Merseburger Zaubersprüche (MZ1+2) finden sich in einem Sakramentar des 9. Jahrhunderts, einer sechslagigen Sammelhandschrift mit doppelter Foliierung, als nachträglicher Eintrag auf einem ursprünglich frei gebliebenen Vorsatzblatt. In der Regel wird die ältere Foliierung fol. 85r in der wissenschaftlichen Literatur angeführt; sie findet sich in Tinte in der oberen rechten Ecke des Blattes (siehe Abbildung). Jedoch ist diese Zählung in der Handschrift nicht stimmig, da Auslassungen und Doppelungen bestehen. Schon Grimm hatte daher bei seiner Erstedition die am unteren rechten Rand stehende konsistente, in Bleistift geschriebene jüngere Foliierung (fol. 84r) angeführt. Neben den beiden Sprüchen sind in der Handschrift noch zwei weitere deutsche Texte enthalten, nämlich das sogenannte „Fränkische Taufgelöbnis“ (fol. 16r) und das „Merseburger Gebetsbruchstück“ (fol. 53r). Unterhalb der MZ befindet sich ein lateinisches Gebet.
Den paläographischen Forschungen Bernhard Bischoffs (1906–1991) zufolge wurden die MZ im ersten oder zweiten Drittel des 10. Jahrhunderts in die Handschrift eingetragen. Als Ort der Niederschrift wird gemeinhin das Kloster Fulda angenommen, wo sich der Codex nachweislich bis zum Jahre 990 befand. Bischoff konnte bei seiner paläographischen Expertise nachweisen, dass etwa die Niederschrift des „Fränkischen Taufgelöbnisses“ in Fulda erfolgte, da ihr Schriftbild dem Fuldaer Typus der karolingischen Minuskelschrift entspricht. Schwierigkeiten für die Einordnung der MZ ergeben sich daraus, dass das Schriftbild der MZ vom Fuldaer Typus abweicht und das auf die MZ folgende lateinische Gebet von einer anderen Schreibhand stammt. Die Qualität der Aufzeichnung steht jedoch über der anderer volkssprachiger marginaler Einträge im sonstigen lateinischen Umfeld. Daher geht man bezüglich der MZ davon aus, dass sie in Fulda aus einer Vorlage abgeschrieben worden sind.
Die Frage des Dialekts ist nicht abschließend geklärt. Frühere Annahmen, wie Thüringisch (Grimm), ließen sich nicht erhärten, da im althochdeutschen Textkorpus keine direkten Zeugnisse vorliegen. Die weitere Diskussion fand mit der Befürwortung für das Rheinfränkische oder für den ostfränkischen Dialekt statt. Für das Ostfränkische wird mit dem Bezug auf den Schreibort Fulda mehrheitlich tendiert. Diese Umstände bedingen ebenfalls textkritische Fragen zur Lexik, beziehungsweise zu den gegebenen Abweichungen unter Vergleich zum übrigen althochdeutschen Wortschatz (Hapax legomena, vermutete Schreib- oder Abschreibfehler). Beispielhaft sind aus dem MZ1 eiris als Verschreibung zu enis, einis, eres, erist für einstmals, und im MZ2 die auffälligen Graphien „ct“ bei birenki[ct], und „ht“ bei sin[ht]gunt. Diese auffälligen Schreibungen werden in der Regel still verbessert oder gegebenenfalls angezeigt.
Die Sprüche sind zweigliedrig. Sie bestehen aus einem episch-erzählenden Einleitungsteil (Historiola), der ein früheres Ereignis schildert, und der eigentlichen Zauber- beziehungsweise Beschwörungsformel, als incantatio bezeichnet.
| Spruch | Historiola | Incantatio |
| ------ | ---------- | ---------- |
| MZ1    | V. 1–3     | V. 4       |
| MZ2    | V. 1–5     | V. 6–9     |

Die Form der Verse ist die stichische Langzeile und zeigt teils Stabreime auf, mit der Tendenz zu Kurz-Vers-Paaren. Die Stabung ist nicht konsequent durchgeführt und weist die Neigung zum Endreim auf (MZ1 V.2, 4). Deshalb wird mit Einschränkungen angenommen, dass die MZ Zeugnisse des Übergangs von der Technik der Stabreimdichtung zur endreimenden Dichtung sind.
Die Datierung der Entstehungszeit der MZ ist in der Forschung ein wesentlicher Diskussionspunkt. Wolfgang Beck nennt als Faktoren dazu: Bezüge zur vorchristlichen paganen germanischen Religion, der Formenbestand, der Aufzeichnungsort, die Aufzeichnungszeit, der Entstehungsort, sowie die Anbindung an die mündliche Dichtung („Oral Poetry“). Die Schlüsse der Forschung aus diesen Faktoren sind uneinheitlich und weichen bei der zeitlichen Festsetzung erheblich voneinander ab. Auffällig ist, dass sich die Diskussion hierbei hauptsächlich auf den MZ2 konzentriert.
- Adalbert Kuhn (1812–1881) nahm im 19. Jahrhundert eine direkte Anknüpfung an eine indoeuropäische kontinuierliche Tradition an mit einer Entstehungszeit vor der historischen Nachweisbarkeit germanischer Dichtung.
- Gerhard Eis (1908–1982) nahm eine Datierung (MZ1) ins 3. bis 4. Jahrhundert an.
- Felix Genzmer (1878–1959) datierte den MZ1 ins 2. Jahrhundert, den MZ2 ins 5. Jahrhundert.
- Georg Baesecke (1876–1951) datierte ins frühe 9. Jahrhundert.

Heutige Annahmen gehen von einer Entstehungszeit der MZ nahe der Eintragungszeit aus, frühestens aus der Zeit der Mission des Bonifatius vor 750.
Wesentlich sind die Fragen, warum diese Sprüche in dieser Handschrift erscheinen, warum eine spätere Hand einen Auszug aus einem lateinischen, kirchlichen Gebet hinzugefügt hat und warum außer diesen keine weiteren vorchristlich-paganen Texte überliefert sind. Die Interpretation der Texte wird durch die Abwesenheit von Vergleichsmaterial erheblich erschwert. Für den MZ1 werden abweichende Anwendungsbereiche angenommen: als Lösezauber (Fesseln) für Gefangene oder als Zauber in der Heilkunde beziehungsweise in der Geburtshilfe. Für den MZ2 wird einheitlich die Verwendung gegen die Verletzung, Verrenkung eines Pferdehufs beziehungsweise des Beines angenommen.

## Transliteration

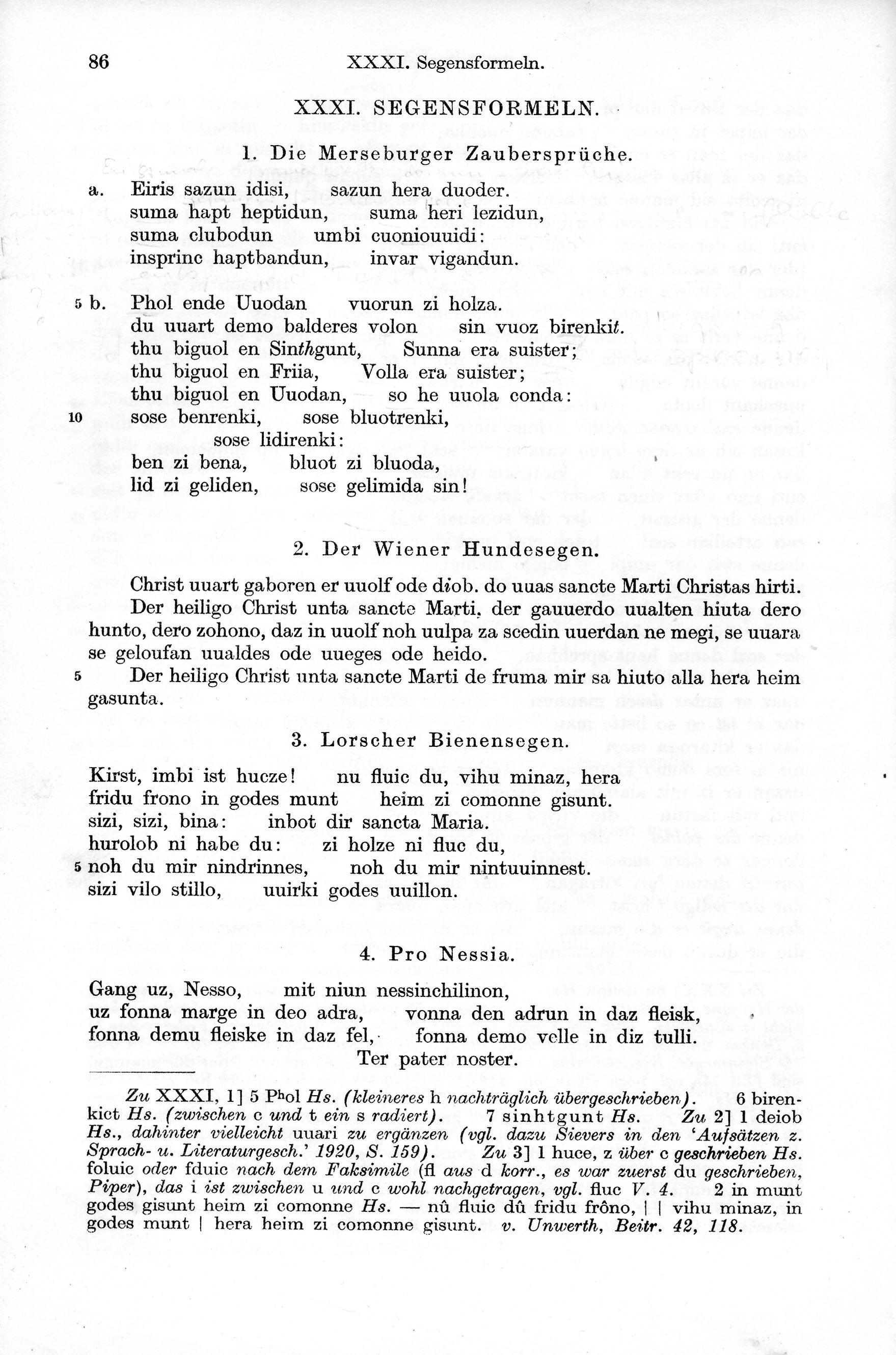
Transkription aus Braunes Althochdeutschem Lesebuch

Die Eintragung der MZ1+2 auf fol. 85r der Handschrift stellt sich zeilengenau wie folgt dar:
Eiris sazun idisi sazunheraduoder suma

hapt heptidun sumaherilezidun sumaclu

bodun umbicuonio uuidi insprinc hapt

bandun inuar uigandun· H·

Phol endeuuodan uuorun ziholza du uuart

demobalderes uolon sinuuoz birenkict

thubiguolen sinhtgunt · sunnaerasuister

thubiguolen friia uolla erasuister thu

biguolen uuodan sohe uuolaconda

sosebenrenki sose bluotrenki soselidi

renki ben zibenabluot zibluoda

lid zigeliden sosegelimida sin.

## Erster Merseburger Zauberspruch
In normalisierter Orthographie mit Übersetzungen. Die zweite, alternative Übertragung folgt u. a. der These von G. Eis (s. u.):
Eiris sâzun idisi,   sâzun hêra duoder. (A1 ; C2)

suma haft heftidun,   suma heri lêzidun, (C1 ; C2)

suma clûbodun   umbi cuniowidi: (C1 ; B1, o. C3)

insprinc haftbandun,   infar wîgandun. (aD1 ; aD1)
Einstmals setzten sich Idisen, setzten sich hierhin und dorthin.

Einige hefteten Anm. 1 Hafte, andere hemmten das Heer,

andere nestelten Anm. 2 an festen Fesseln:

Entspring den Banden, entweich den Feinden. Anm. 3
Einst saßen drei disen · die ehrbaren mütter

setzten die feinde fest · hinderten das heer

der freunde fesseln ·  ließen sie fallen

entspringt den knebeln · entflieht den kriegern
(Modifiziertes Stabreimschema nach Eduard Sievers’ Fünftypen-Schema)
Der MZ1 beschreibt, wie eine Anzahl Idisen auf dem Schlachtfeld gefangene Krieger von ihren Fesseln befreit.
- Unklar ist die Identifikation der Idisi des ersten Spruchs. Es lassen sich Parallelen zu anderen mythologischen Frauenvorstellungen, die zur Entstehungszeit der Zaubersprüche existierten, herstellen, namentlich dem Disen- und dem Matronenkult. Möglicherweise sind Idisen walkürenartige Frauen. Eventuell sind sie identisch mit den Disen, weiblichen Gottheiten aus der nordischen Mythologie. Daneben ist eine profane Deutung der „idisi“ (ahd. itis) als Edelfrauen (seltener auch einfache Frauen) nicht ausgeschlossen, da im althoch- und altniederdeutschen Literaturkontext betrachtet diese Bedeutung wohl wahrscheinlicher ist; so benutzt der Helianddichter sowie Otfrid dieses Wort im christlichen Umfeld. Weitere Interpretationen sind zauberkräftige Frauen oder gar das Gegenstück zu den Walküren.[22] Wolfgang Beck problematisiert die Übertragung auf andere Vorstellungskreise aufgrund ihrer rein funktionellen Begründung, so sei auch eine Gleichsetzung der Idisen als Walküren abzuweisen, da die helfende, befreiende Funktion der idisi inkompatibel mit dem „dämonischen, den Tod auf dem Schlachtfeld bringenden“ Wesen der Walküren sei. Die Gleichung sei vorschnell aufgestellt worden und hätte sich „unglücklicherweise durch die Forschung weitergeschleppt.“[23]
- Ebenfalls als problematisch erweist sich das letzte Wort der ersten Langzeile, duoder, das man am häufigsten mit dort oder dorthin übersetzt findet. Jedoch weist Gerhard Eis in seiner Essaysammlung Altdeutsche Zaubersprüche darauf hin, dass „diese Bedeutung von duoder nirgends bezeugt oder auch nur als wahrscheinlich erwiesen wird“.[24] Weiter argumentiert er, dass bei mittelalterlichen Kopisten häufig die – fehlerhafte – Vorwegnahme des Anlauts der zweiten Silbe in der ersten zu beobachten ist, und unter diesem Gesichtspunkt deutet er duoder in muoder, althochdeutsch für Mütter, um. Davon ausgehend, versteht er das vorausgegangene Wort hera auch nicht als hier(her). sondern als hehr beziehungsweise ehrwürdig. Von hehren Müttern wäre somit die Rede. Diese wiederum bringt er in Zusammenhang mit den im ersten Halbvers benannten Idisen, indem er auf den zur mutmaßlichen Entstehungszeit der Zauberformel (erste Hälfte des ersten nachchristlichen Jahrtausends) unter den germanischen Stämmen weit verbreiteten Matronenkult verweist. Als hilfreiches Indiz hierfür benennt er unter anderem die für die stets gruppenweise auftretenden Matronen charakteristische Dreizahl, und tatsächlich sind die Idisen des Zauberspruchs in drei Gruppen aufgeteilt.[25] Beck merkt an, dass dieses Argument nicht greifen muss, da die Idisen des ersten Zauberspruchs in Gruppen und nicht als einzeln agierende Personen auftreten.[26]

## Zweiter Merseburger Zauberspruch
In normalisierter Orthographie mit Übersetzung:
Phôl ende Wuodan fuorun zi holza. (A1 ; A1)

dû wart demo balderes folon sîn fuoz birenkit. (B2, o. B3 ; C2)

thû biguol en Sinthgunt, Sunna era swister; (A3 ; A1)

thû biguol en Frîja, Folla era swister; (A3 ; A1)

thû biguol en Wuodan, sô hê wola conda: (A3 ; C2)

sôse bênrenki, sôse bluotrenki, (C1 ; C1)

sôse lidirenki: (C2)

bên zi bêna, bluot zi bluoda, (A1 ; A1)

lid zi geliden, sôse gelîmida sîn. (A1k ; B2)
Phol und Wotan ritten in das Gehölz.

Da wurde dem Balders-Fohlen sein Fuß verrenkt.

Da besprach ihn Sinthgunt, die Schwester von Sunna,

da besprach ihn Frija, die Schwester von Folla,

da besprach ihn Wotan, der es wohl verstand:

Wie Beinverrenkung, so Blutverrenkung,

so Gliederverrenkung:

Bein zu Bein, Blut zu Blut,

Glied zu Gliedern, wie geleimt sollen sie sein! Anm. 4
(Modifiziertes Stabreimschema nach Sievers)

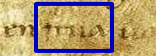
Detailansicht „Friia“ oder „Frua“ in der Handschrift

Der zweite Merseburger Zauberspruch behandelt die Heilung eines Pferdes durch Besprechung (zur besonderen Bedeutung der Pferdeheilkunde siehe auch Eis). „Phol“ und Wodan reiten durch den Wald (holza), „Balders“ Pferd hat einen verletzten Huf, beziehungsweise Unterlauf. Darauf folgend der Spruch Wodans: „Bein zu Bein, Blut zu Blut, Glied zu Glied, als ob sie geleimt seien“. Das Wort Bein ist dabei in seiner Bedeutung „Knochen“ zu lesen. Die anderen (Götter-)Namen konnten bislang nicht eindeutig identifiziert werden. Anerkannt ist die Identifikation von „Uuôdan“ (Wodan, Wotan, Odin) und „Frîia“ (Frija, die Frau von Odin). Bei den anderen Namen ist nicht einmal sicher, ob es sich wirklich um Namen von Göttern handelt, da für ihre Übersetzung verschiedene Interpretationen bestehen.
- Strittig ist gleichfalls, wie der Name „Phol“ im 2. Spruch zu lesen ist. In der Handschrift erscheint ein Großbuchstabe P, gefolgt von „ol“. Ein „h“ ist dem „o“ über der Zeile überschrieben. Die Forschung hat darin oft den Namen eines unbekannten Gottes „Phol“ gesehen. Gleichfalls scheint aber auch eine Schreibung für nhd. Fohlen möglich.[31]
- Diskutiert wird, wie „Sinthgunt“ zu übersetzen sei, wobei die Handschrift „sinhtgunt“ trägt.
- Balder: Ist in der nordischen Mythologie der Gott des Lichtes. In den westgermanischen Sprachen ist dieses Wort als Name für eine Gottheit aber nicht bekannt.

### Bildliche Überlieferungen

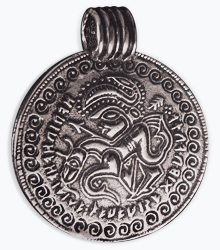
Brakteat Seeland-II-C, Raum Køge (IK 98)

Auf völkerwanderungszeitlichen Brakteaten von circa 450 n. Chr. bis nach Mitte des 6. Jahrhunderts finden sich teilweise auf den Exemplaren vom Typus B und C Abbildungen mit dem Thema der göttlichen Pferdeheilung. Beispielhaft sind unter anderen die Funde aus Deutschland von Sievern und von Obermöllern bei Merseburg. Diese ikonographischen Darstellungen zeigen nach den Forschungen von Karl Hauck Jahrhunderte vor der literarischen Fassung, Wodan/Odin beim Heilen eines Pferdes, dessen Unterläufe eindeutige Schädigungen abbilden. Hauck wertete insbesondere B- und C-Typen aus, die im Fundortkontext von Odinsheiligtümern gefunden wurden, und stellte nach den von ihm gedeuteten Chiffrenmuster die Bezüge zum MZ2 dar. Die Methodik Haucks und dessen hermeneutische Schlüsse in Bezug auf die literarische Darstellung des MZ2 sind in der Forschung allgemein anerkannt, werden jedoch von einzelnen wie Wolfgang Beck oder Helmut Birkhan und Robert Nedoma kritisch hinterfragt beziehungsweise (von Beck) abgelehnt.
Nach Hauck sind die Brakteatenfunde besonders aussagekräftig aus:
- B-Typ: Lellinge (IK[42] 105), Obermöllern (IK 132), Schonen (IK 149,1).
- C-Typ: Darum V (IK 43), Fünen I (IK 58), Seeland II/Køge (IK 98), Lindkær (IK 110), Tulstrup (IK 191), Gudme (IK 392), Gemarkung Dannau (IK 571)

Die Muster der Chiffren stellt Heinrich Beck als ikonographisches Formular dar, das in unterschiedlichen Graden ausgearbeitet vorliegt:
- Sturz des Pferdes. Erkennbar an verrenkten Vorderläufen und der nach unten weisenden, einknickenden Körperhaltung des Pferdes.
- Zuwendung eines überdimensionalen Hauptes, das das Pferdeohr umgreift.
- Miteinbeziehung weiterer Details. Heilszeichen (Kreuz, Swastika), vogelgestaltige Wesen, Runeninschriften, Heilsworte (siehe Abbildung Brakteat von Køge).[44]

## Indogermanische Vergleiche

### Indien
Neben weiteren europäischen Überlieferungsvarianten jüngeren Datums findet sich zum zweiten Merseburger Zauberspruch eine Parallele in der altindischen Überlieferung Atharvaveda (Text IV 12 in der Śaunakīya-Version, IV 15 in der Paippalāda-Version) wieder. Der auf Sanskrit verfasste Text besteht aus der Anrufung der in der Pflanze Arundhatî ruhenden Heilkräfte:
| 1. Eine Wachsenlassende bist Du als Rohini [*Rote] die (Zusammen-)Wachsenlassende des gespaltenen Knochens, laß auch dies hier (zusammen-)wachsen, o Arundhatî! 2. Was Dir versehrter, was Dir versengter Knochen oder Fleisch ist an Deinem Selbst, das soll (der Gott) Dhatr (der [Zusammen-]Setzer) heilbringend wieder zusammensetzen, mit dem Gelenk das Gelenk. 3. Zusammen werde Dir Mark mit Mark, und zusammen Dir mit Gelenk das Gelenk, zusammen wachse Dir das Auseinandergefallene des Fleisches, zusammen wachse der Knochen zu! 4. Mark werde mit Mark zusammengefügt, mit Fell wachse Fell (zusammen), Blut und Knochen wachse Dir, Fleisch wachse mit Fleisch (zusammen)! 5. Haar füge (oder: füge er) zusammen mit Haar, mit Haut füge (oder: füge er) zusammen Haut, Blut (und) Knochen wachse Dir, das Zerspaltene mache zusammen, o Pflanze! 6. So steh auf, geh los, lauf fort (wie) ein Streitwagen mit guten Rädern, mit guten Radschienen, mit guten Naben, nimm aufrecht festen Stand ein! 7. Ob er es sich durch den Sturz in eine Grube gebrochen hat, oder ob ein geschleuderter Stein es ihm zerschmettert hat, wie Rbhu die Teile des Streitwagens, so soll er (Dhatr?) zusammensetzen mit dem Glied das Glied. |

Übereinstimmungen zwischen diesem Text und MZ2 bestehen sowohl in der Rahmenhandlung (ein Gott greift ein) als auch in der Formel nach dem Schema X zu Y, wobei überdies in beiden Texten Blut, Knochen und Glieder in dieser Formel gebraucht werden.
Ein entstehungsgeschichtlicher Zusammenhang zwischen dem zweiten Merseburger Zauberspruch und dem Sanskrit-Text ist bisher nicht geklärt, da viele altindische Überlieferungen erst nach und nach herausgegeben und damit der wissenschaftlichen Bearbeitung zugänglich gemacht werden. Klaus Mylius sieht in den Gemeinsamkeiten lediglich zufällige Parallelentwicklungen. Heiner Eichner hält allenfalls die Verse MZ2, 8f. der Incantatio für eine „potentiell altüberkommene“ indogermanische Übereinstimmung. Er verweist auf einen möglichen genetischen Zusammenhang, der erst durch weiterführende Forschungen zu festigen oder zu widerlegen sei.

### Niederdeutsch
Analoges gilt auch für die altsächsische Fassung des Wurmsegens, der als ältester deutscher Zauberspruch gilt, nachfolgend mit Übersetzung:
Gang ut, nesso, mid nigun nessiklinon,

ut fana themo marge an that ben,

fan themo bene an that flesg,

ut fan themo flesge a thia hud,

ut fan thera hud an thesa strala!

Drohtin, vethe so!

Geh hinaus, Nesso, mit neun Nesslein,

hinaus von dem Marke an den Knochen,

von dem Knochen an das Fleisch,

hinaus von dem Fleisch an die Haut,

hinaus von der Haut, in diesen Pfeil! Anm. 5

Herr es werde so! Anm. 6

## Spätere Verarbeitungen
Erzählung und Heilung ist der Titel eines der Denkbilder des Philosophen Walter Benjamin, in dem er die Kraft des Erzählens mit den heilenden Zaubersprüchen in Verbindung bringt.
„… Die Heilung durch Erzählen kennen wir schon aus den Merseburger Zaubersprüchen. Es ist ja nicht nur, daß sie Odins Formel wiederholen; vielmehr erzählen sie den Sachverhalt, auf Grund von dem er sie zuerst benutzte. Auch weiß man ja, wie die Erzählung, die der Kranke am Beginn der Behandlung dem Arzte macht, zum Anfang eines Heilprozesses werden kann …“
Der zweite Merseburger Zauberspruch wird in der SWF-Serie Die Leute vom Domplatz von der Großmutter nach der Beinverletzung eines Menschen angewendet.
Obwohl mit den Texten keine notierte Melodie beziehungsweise eine Neumierung überliefert ist und es daher als unsicher gilt, ob die MZ ursprünglich Sangverse waren, wurden sie mehrfach vertont. Dies geschah insbesondere, bedingt durch den „Mittelalterboom“ des späten 20. Jahrhunderts, durch Mittelalter-Rock-Bands wie Ougenweide (1974), In Extremo (1999) und Heilung (Lifa, 2017).
Einen Überblick über die Vertonungen sowie über die Rezeption der Merseburger Zaubersprüche in Literatur und Kunst gibt Wolfgang Beck. Eine Betrachtung der möglichen psychosomatischen, geburtshilflichen und neurobiologischen Aspekte für den ersten und des Verhaltenstrainings (Konditionierung) in der Hippiatrie für den zweiten MZ bietet der Neurologe Wolfgang Ernst.